# یواس‌اس پیکاک (ام‌اس‌سی-۱۹۸)
یواس‌اس پیکاک (ام‌اس‌سی-۱۹۸) (به انگلیسی: USS Peacock (MSC-198)) یک کشتی بود که طول آن ۱۴۴ فوت ۳ اینچ (۴۳٫۹۷ متر) بود. این کشتی در سال ۱۹۵۴ ساخته شد.